# Athous cavifrons
Athous cavifrons is een keversoort uit de familie kniptorren (Elateridae). De wetenschappelijke naam van de soort is voor het eerst geldig gepubliceerd in 1858 door Ludwig Redtenbacher.